# Grootbroek (Sint-Agatha-Rode)
Het Grootbroek is een natuurgebied ten noordoosten van de tot de Vlaams-Brabantse gemeente Huldenberg behorende plaats Sint-Agatha-Rode, nabij de Leuvensebaan.
Het gebied ligt ingeklemd tussen de Dijle en de Grande Marbaise. Nadat het werd aangekocht door het Agentschap voor Natuur en Bos vond kwalitatieve verbetering plaats.
Er waren een viertal, door dijkjes gescheiden, vijvers aangelegd in de moerassige weilanden en deze vijvers werden uiteindelijk tot een enkele waterplas samengevoegd die 30 ha meet. Hieromheen bevinden zich moerassen met ook enkele vijvertjes terwijl zich aan de oostkant, in het Waals Gewest, een bos bevindt.

## Fauna
Het gebied is zeer rijk aan watervogels, zoals grote zilverreiger en woudaap. Ook bosvogels bezoeken het gebied. Een inventarisatie van libellen leverde 30 soorten op waaronder weidebeekjuffer, bruine winterjuffer, tengere grasjuffer, bruine korenbout, smaragdlibel en glassnijder. Van de zoogdieren kan de bever worden genoemd. Het gebied is ook rijk aan amfibieën, waaronder de meerkikker.